# Freeman J. Dyson

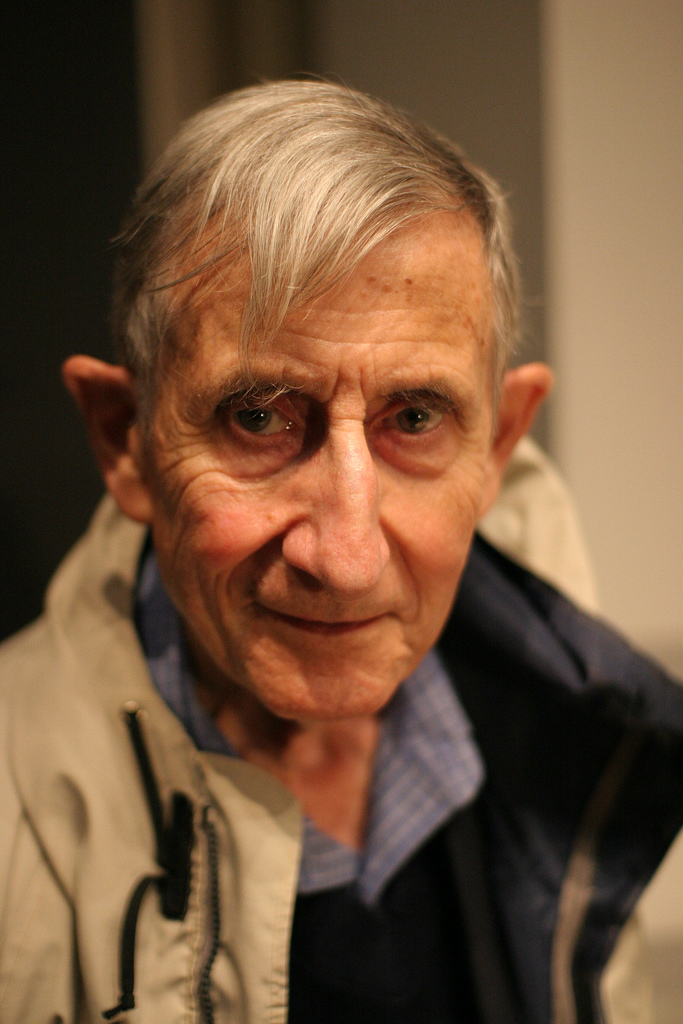
Freeman Dyson (2005)

Freeman John Dyson (* 15. Dezember 1923 in Crowthorne, Berkshire; † 28. Februar 2020 in Princeton, New Jersey) war ein britisch-US-amerikanischer Physiker und Mathematiker.

## Leben

### Ausbildung
Freeman Dyson – ein Sohn des englischen Komponisten George Dyson – studierte Mathematik in Cambridge auch bei Godfrey Harold Hardy, wo er 1945 seinen Bachelorabschluss machte. Sein Studium wurde während des Zweiten Weltkriegs von 1943 bis 1945 unterbrochen, als er als zivil angestellter Analytiker beim britischen RAF Bomber Command unter der Leitung von Reuben Smeed arbeitete, wo er für die statistische Auswertung der Verluste zuständig war. Die erarbeiteten Vorschläge zur Reduzierung der hohen Verluste, wie zum Beispiel die Verstärkung der Panzerung an exponierten Stellen oder die Einsparung von Besatzungspersonal wurden jedoch nicht umgesetzt, da sie dem Selbstbild des Bomber Command nicht entsprachen.
Dyson veröffentlichte in den 1940er Jahren u. a. mathematische Arbeiten über die Theorie der Partitionen und der diophantischen Approximationen aus dem Umfeld des Thue-Siegel-Roth-Theorems. Nach dem Krieg wechselte er in die theoretische Physik und fing ein Promotionsstudium an. Mit einem Commonwealth Stipendium ging er in die USA, wo er ab 1947 an der Cornell University bei Hans Bethe forschte. Dort lernte er Richard Feynman kennen. Dyson studierte sein zweites Jahr in den USA unter Robert Oppenheimer am Institute for Advanced Study. Von 1949 bis 1951 arbeitete er als Research Fellow an der Universität Birmingham.
Obwohl er seine Dissertation nicht formal abschloss (aber später zahlreiche Ehrendoktortitel erhielt), wurde er – vermutlich wegen seiner Beiträge zur Quantenelektrodynamik – 1951 an die Cornell-Universität als Physikprofessor berufen. Oppenheimer holte ihn 1953 als ständiges Mitglied ans IAS nach Princeton. 1957 wurde er US-amerikanischer Staatsbürger.

### Persönliches
Freeman Dyson ist der Vater der Journalistin Esther Dyson und des Wissenschaftshistorikers George Dyson. Beide stammen aus seiner Ehe (1950 bis zur Scheidung 1958) mit der Mathematikerin Verena Huber-Dyson (1923–2016). Er starb mit 96 Jahren an den Komplikationen eines Sturzes, den er drei Tage zuvor in der Cafeteria des Institute for Advanced Study erlitten hatte.

## Werk

### Quantenphysik
In den Nachkriegsjahren beschäftigte sich Dyson mit dem Beweis der Äquivalenz der zwei Formulierungen der Quantenelektrodynamik (QED), die zu dieser Zeit existierten, der anschaulichen Diagramm-Formulierung von Richard Feynman und des Variationsansatzes von Julian Schwinger und Shin’ichirō Tomonaga. Seine Aufsätze trugen wesentlich zur Akzeptanz der Feynman’schen Formulierung der QED bei. Auch der sog. Dyson’sche Zeitordnungsoperator, der in der Quantenmechanik eine grundlegende Rolle spielt, ist nach ihm benannt.
Nach den Erfolgen in der QED wollte er ab 1950 ähnliche Diagrammverfahren als Professor an der Cornell University auf die Mesonentheorie der starken Wechselwirkung und speziell auf die damals zum Beispiel in Chicago unter Leitung von Enrico Fermi durchgeführten Streuexperimente von Mesonen an Nukleonen anwenden. Trotz scheinbar guter Übereinstimmung mit dem Experiment brachte ihm ein Besuch bei Fermi in Chicago die Ernüchterung. Dieser riet ihm davon ab, sich weiter damit zu beschäftigen, die Theorie würde kein klares physikalisches Bild wiedergeben und mathematisch nicht konsistent sein, die Erfolge seien nur Folge geschickt den Experimenten angepasster Parameter. Dyson wandte sich daraufhin zunächst der Festkörperphysik zu.
1967/68 zeigte er mit Andrew Lenard (später ausgebaut von Elliott Lieb und Walter Thirring), dass die Stabilität der gewöhnlichen Materie im Wesentlichen auf dem Pauli-Prinzip von Fermionen beruht (und nicht auf der elektrostatischen Abstoßung der Elektronen beziehungsweise der Protonen).
Er untersuchte auch die Frage der prinzipiellen Beobachtbarkeit von Gravitonen.

### Weltraum
Von 1957 bis 1961 war er Mitarbeiter am Orion-Projekt, das die Möglichkeiten von interstellaren Weltraumflügen mithilfe eines Nuklearantriebs untersuchte. Ein Prototyp mit konventionellem Sprengstoff wurde getestet, das Projekt wurde allerdings eingestellt, nachdem die Nutzung von Nuklearwaffen in der Atmosphäre durch den Vertrag zum Verbot von Nuklearwaffentests in der Atmosphäre, im Weltraum und unter Wasser verboten worden war. 1957 war er im Entwicklungsteam des TRIGA-Reaktors, der als inhärent sicherer, kleiner Kernreaktor geplant war.
In einer seiner wissenschaftlichen Arbeiten argumentierte Dyson, dass eine fortgeschrittene Zivilisation einen Stern vollständig mit einer Struktur umgeben könnte, um die Energiegewinnung zu maximieren (siehe Dyson-Sphäre). Doch selbst wenn dies gelänge und Licht aller Wellenlängen genutzt werden könnte, würde die Struktur Wärmestrahlung im Infrarotbereich abgeben. Er schlussfolgerte daraus, dass eine Methode zur Suche nach außerirdischem Leben darin bestünde, nach großen Objekten zu suchen, die im Infrarotbereich strahlen.
Bekannt ist auch sein Aufsatz Time without end – physics and biology in an open universe in Reviews of modern physics, Bd. 51, 1979, in dem er die Zukunft des Lebens in einem immer weiter expandierenden Universum untersucht.
Dyson hat außerdem vorgeschlagen, einen sogenannten Dyson-Baum zu konstruieren, eine genetisch veränderte Pflanze, die in der Lage wäre, auf einem Kometen zu wachsen. Er vermutete, dass Kometen, ausgehöhlt und mit einer atembaren Atmosphäre ausgestattet, als Lebensraum für Menschen im äußeren Sonnensystem dienen könnten.

### Mathematische Physik
Bekannt ist Dyson vor allem als mathematischer Physiker. Beispielsweise behandelte er die Theorie der wechselwirkenden Spin-Wellen mit von ihm eingeführten Dyson-Bosonen und lieferte wichtige Beiträge zur Theorie der Zufallsmatrizen (englisch Random matrix). Anfang der 1970er Jahre stellte er in einer Konversation mit dem Zahlentheoretiker Montgomery deren Beziehung zu der Verteilung der Nullstellen der Riemannschen Zetafunktion her (siehe Montgomerys Paar-Korrelation-Vermutung).
In Missed opportunities im Bulletin American Mathematical Society 1972 (seine Gibbs Lecture) setzt er sich kritisch mit der in der Geschichte häufig mangelnden Kommunikation zwischen Physikern und Mathematikern auseinander, und in Unfashionable pursuits im Mathematical Intelligencer 1983 bricht er eine Lanze für unkonventionelle Forschungsrichtungen (u. a. George Green, Hermann Graßmann).

### Philosophie
Dyson hat sich auch immer wieder mit philosophischen Problemen befasst. Beispielsweise schlägt er in seinem Buch Infinite in all Directions (S. 297) eine dreistufige Metaphysik des Geistes vor:

„The universe shows evidence of the operations of mind on three levels. The first level is the level of elementary physical processes in quantum mechanics. […] The second level at which we detect the operations of mind is the level of direct human experience. […] [I]t is reasonable to believe in the existence of a third level of mind, a mental component of the universe. If we believe in this mental component and call it God, then we can say that we are small pieces of God’s mental apparatus.“

„Das Universum weist auf drei Ebenen Beweise für die Vorgänge des Geistes auf. Die erste Ebene ist die Ebene der elementaren physikalischen Prozesse in der Quantenmechanik. […] Die zweite Ebene, auf der wir die Vorgänge des Geistes feststellen, ist die Ebene der direkten menschlichen Erfahrung. […] [E]s ist vernünftig, an die Existenz einer dritten Ebene des Geistes zu glauben, einer geistigen Komponente des Universums. Wenn wir an diese geistige Komponente glauben und sie Gott nennen, dann können wir sagen, dass wir kleine Teile von Gottes geistigem Apparat sind.“

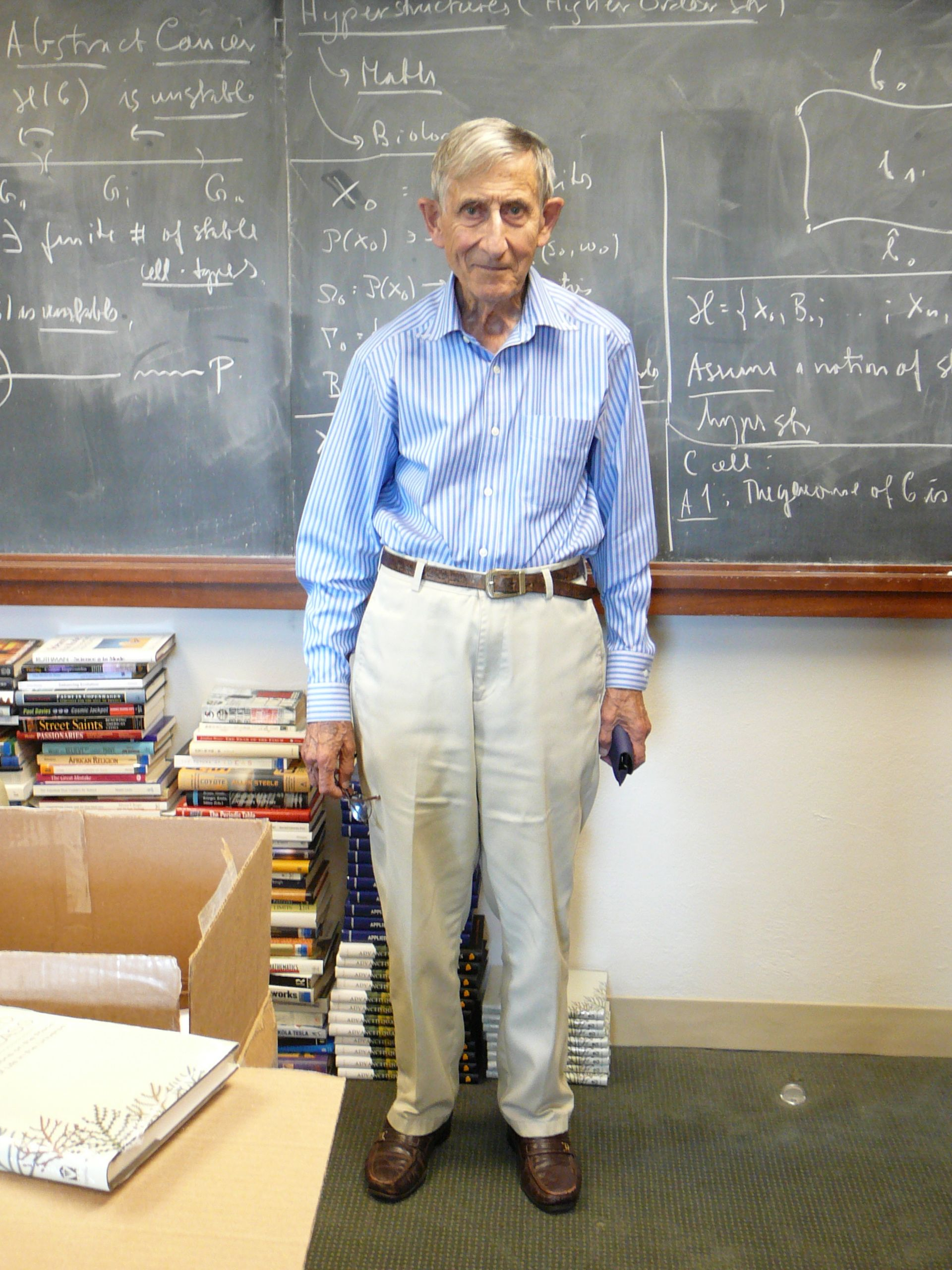
Dyson am IAS 2007

In seinem Buch Origins of Life argumentiert er im Gegensatz zur herrschenden Meinung dafür, dass Proteine und Zellen vor den Nukleinsäuren existierten (Stadium der Garbage Bag World). Innerhalb der Zelle bildete sich ein Stoffwechsel auf Basis sich gegenseitig katalysierender Reaktionen. Ribonukleinsäure (RNA) entstand zunächst als parasitische selbstreproduzierende Reaktion ähnlich Viren und verband sich durch eine Art Symbiose im nächsten Schritt mit dem Zellstoffwechsel.

### Klimawandel
Ab den 2000er Jahren befasste er sich mit Fragestellungen um die globale Erwärmung und insbesondere den Einfluss der erhöhten Kohlendioxid-Konzentration in der Atmosphäre auf diese. Wohl in Anlehnung an seinen Dyson-Baum erhoffte er sich für die Zukunft die Entwicklung von genetisch veränderten Bäumen, die – als CO2-Senken dienend – über weite Flächen der Erde angebaut werden sollten. Noch 2015 war Dyson überzeugt, dass die positiven Effekte der globalen Erwärmung gegenüber den negativen überwiegen würden, wie beispielsweise schnelleres Pflanzenwachstum aufgrund höherer Temperaturen und CO2-Konzentrationen und damit verbundene erhöhte agrikulturelle Erträge. Dyson war skeptisch gegenüber modellbasierten Klimavoraussagen. Er saß im akademischen Beirat der klimawandelleugnenden Global Warming Policy Foundation.

## Mitgliedschaften
- Ab 1952: Mitglied der Londoner Royal Society
- Ab 1958: Mitglied der American Academy of Arts and Sciences
- Ab 1964: Mitglied der National Academy of Sciences der USA
- Ab 1975: Korrespondierendes Mitglied der Bayerischen Akademie der Wissenschaften.
- Ab 1975: Fellow der American Association for the Advancement of Science
- Ab 1976: Mitglied der American Philosophical Society
- Ab 2000: Ehrenmitglied der London Mathematical Society
- Ab 2009: Mitglied des Wissenschaftsbeirats der Global Warming Policy Foundation
- Ab 2011: Ausländisches Mitglied der Russischen Akademie der Wissenschaften[21]

## Auszeichnungen und Ehrungen

### Auszeichnungen
- 1965: Dannie-Heineman-Preis für mathematische Physik
- 1966: Lorentz-Medaille
- 1968: Hughes Medal
- 1969: Max-Planck-Medaille
- 1970: J. Robert Oppenheimer Memorial Prize
- 1981: Wolf-Preis
- 1991: Oersted Medal
- 1996: Internationaler Antonio-Feltrinelli-Preis
- 2000: Templeton-Preis
- 2003: Pomerantschuk-Preis
- 2012: Henri-Poincaré-Preis

### Ehrungen
- 1968: Ehrendoktor der Yeshiva University
- 1974: Ehrendoktor der Universitäten von Glasgow sowie von Princeton.

## Bücher
- Disturbing the universe. Harper and Row, New York 1979, ISBN 0-06-011108-9, Basic Books 2001 (autobiografische Aufsätze).
  - deutsch: Innenansichten: Erinnerungen an die Zukunft. Birkhauser, Basel/Boston/Stuttgart 1981, ISBN 3-7643-1200-9.
- Bombs and Poetry. The Tanner Lectures on Human Values, Oxford 1982. In: Sterling McMurrin (Hrsg.): The Tanner Lectures on Human Values IV. Oxford University Press, 1983.
- Origins of Life. Cambridge University Press, 1985, 1999.
  - deutsch: Die zwei Ursprünge des Lebens. Rasch und Rohring, Hamburg 1988, ISBN 3-89136-167-X.
- Infinite in all directions. Harper and Row 1988 (Gifford Lectures in Aberdeen).
- Zeit ohne Ende. Physik und Biologie in einem offenen Universum. Übersetzt von Rolf Herken. Brinkmann & Bose, Berlin 1989, ISBN 3-922660-39-8. (Übersetzung des Aufsatzes Time without end. Reviews of Modern Physics, Band 51, 1979).
- From Eros to Gaia. Pantheon Books, New York 1992.
- Selected papers with commentary. American Mathematical Society 1996 (Kommentar von Dyson).
- Imagined worlds. Harvard University Press, 1997.
- The Sun, the Genome and the Internet: tools of scientific revolutions. Oxford University Press, 1999.
  - Freeman J. Dyson: Die Sonne, das Genom und das Internet. Wissenschaftliche Innovation und die Technologien der Zukunft. S. Fischer, Frankfurt am Main 2000, ISBN 3-10-015335-9.
- The Scientist as Rebel. New York Review of Books 2006 (Rezensionen in New York Review of Books 1996–2006).
- A many-colored glass. Reflections on the place of life in the universe. University of Virginia Press, 2007.
- Vögel und Frösche. e-enterprise, Lemgo 2014.
  - Der Essay erschien ursprünglich als Birds and Frogs in: Notices of the AMS, Band 56, Nr. 2, 2009, S. 212–223, deutsche Übersetzung Mitteilungen DMV, Heft 1, 2020,
- Dyson Quantenfeldtheorie. Die weltbekannte Einführung von einem der Väter der QED. Die berühmte Vorlesung von Freeman Dyson erstmals auf Deutsch. Springer Spektrum, Berlin & Heidelberg 2014. ISBN 978-3-642-37677-1 (Print); ISBN 978-3-642-37678-8 (E-Book).
- Birds and Frogs. Selected Papers 1990–2014. World Scientific, 2015.
- Dreams of Earth and Sky. New York Review of Books 2015 (Rezensionen in New York Review of Books 2006–2014).
- Maker of Patterns: An Autobiography Through Letters. Liveright Publishing Corporation, New York 2018, ISBN 978-0-87140-386-5.[22]